# Bernardo de Hoyos
Bernardo Francisco de Hoyos y de Seña (Torrelobatón, Valladolid, 21 de agosto de 1711–Valladolid, 29 de noviembre de 1735) fue un presbítero jesuita, primer y principal apóstol en España de la devoción al Sagrado Corazón de Jesús. Fue beatificado por la Iglesia católica el 18 de abril de 2010.

## Biografía
Su familia procedía de un lugar llamado Hoyos, y su padre era secretario del Ayuntamiento de Torrelobatón, en la provincia de Valladolid pero entonces perteneciente a la diócesis de Palencia. Fue bautizado con el nombre del santo celebrado el día 20 de agosto (san Bernardo de Claraval) y con el de san Francisco Javier, del que existía una talla de madera en parroquia de su pueblo que recibía gran devoción.
Estudió en los colegios jesuitas de Medina del Campo (Colegio de San Pedro y San Pablo) y de Villagarcía de Campos, y estando en este último fue admitido en el Noviciado, recomendado por el Padre Félix de Vargas, el 11 de julio de 1726, sin haber llegado a cumplir 15 años; emitió los votos simples perpetuos con 17. Después estudió Filosofía en el Colegio de san Pedro y san Pablo de Medina del Campo, hoy parroquia de Santiago el Real, pasando en septiembre de 1731 a estudiar Teología en el Colegio de San Ambrosio de Valladolid, actual Santuario Nacional de la Gran Promesa. Allí conoce el culto al Corazón de Jesús y tiene las experiencias místicas que le llevan a su difusión por toda España.
Sin haber empezado el cuarto curso de Teología ni llegado a la edad necesaria para ser sacerdote, sus superiores pidieron una dispensa especial, con la que pudo ser ordenado presbítero el 2 de enero de 1735. Cuatro días después celebró su primera misa en el Colegio de San Ignacio de Valladolid, hoy iglesia de San Miguel y San Julián, al cual se trasladó en agosto del mismo año. Pocas semanas después enfermó de tifus, agravándose su estado desde el 19 de noviembre y falleciendo el 29 de ese mes con sólo 24 años, 3 meses y 9 días. Sus restos fueron enterrados en ese mismo edificio y después trasladados, sin que se sepa actualmente su paradero.

## El culto al Corazón de Jesús
Durante sus estudios de Teología, contando con 21 años, conoció en la ciudad de Valladolid el culto al Sagrado Corazón de Jesús al encontrar en la biblioteca del entonces Colegio de San Ambrosio (hoy centro de espiritualidad vinculado al Santuario Nacional de la Gran Promesa) el libro El culto al sacratísimo Corazón de Jesús del Padre José de Gallifet, S. J. En palabras del Padre Hoyos: 

Yo, que no había oído jamás tal cosa, empecé a leer el origen del culto del Corazón de nuestro amor Jesús, y sentí en mi espíritu un extraordinario movimiento fuerte, suave y nada arrebatado ni impetuoso, con el cual me fui luego al punto delante del Señor sacramentado a ofrecerme a su Corazón para cooperar cuanto pudiese a lo menos con oraciones a la extensión de su culto. No pude echar de mí este pensamiento hasta que, adorando la mañana siguiente al Señor en la hostia consagrada, me dijo clara y distintamente que quería, por mi medio, extender el culto de su Corazón sacrosanto para comunicar a muchos sus dones.

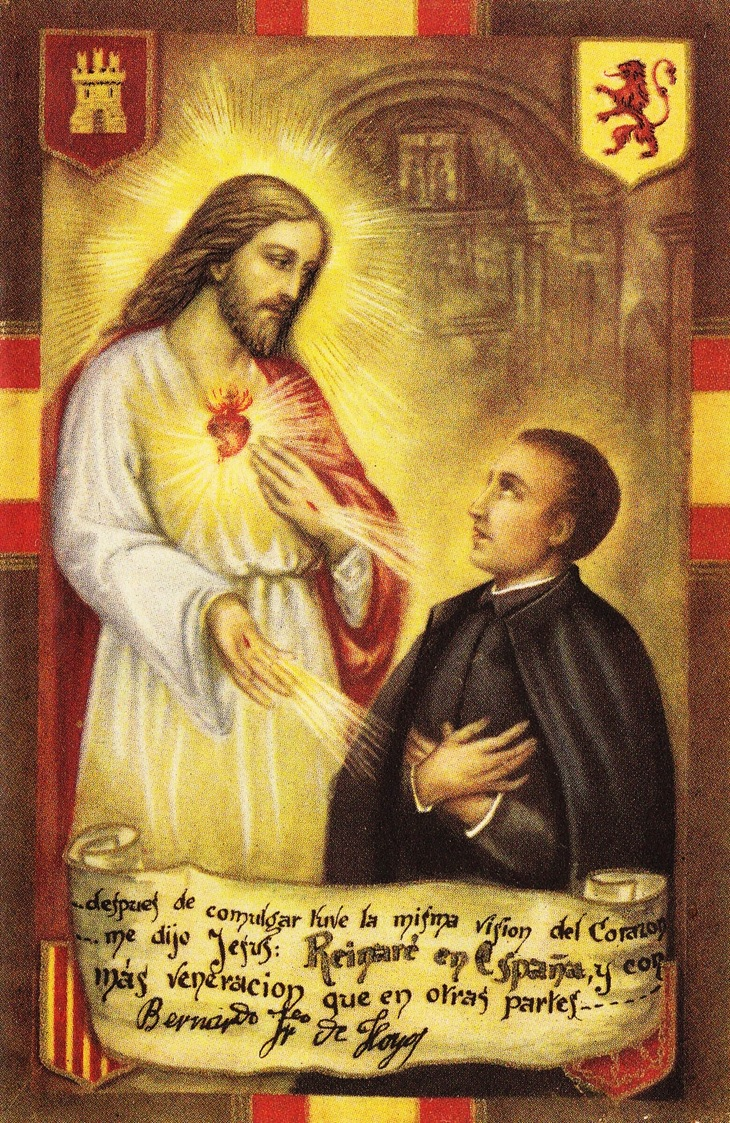
El beato Bernardo de Hoyos tuvo una aparición y revelación del Sagrado Corazón de Jesús que le prometió: "Reinaré en España y con más veneración que en otras partes"

El Padre Hoyos oraba para que la devoción al Corazón de Jesús se divulgase en España, incluida Hispanoamérica, tanto como en Francia y otros países, y se estableciese la fiesta del Sagrado Corazón. Y el 14 de mayo de 1733, día en el que aquel año se celebraba la Solemnidad de la Ascensión, después de comulgar con los demás estudiantes, recibió en el presbiterio del templo la llamada Revelación de la Gran Promesa. Según escribió a su confesor y director espiritual, el Padre Juan de Loyola: 

Dióseme a entender que no se me daban a gustar las riquezas de este Corazón para mí sólo, sino para que por mí las gustasen otros. Pedí a toda la Santísima Trinidad la consecución de nuestros deseos, y pidiendo esta fiesta en especialidad para España, en que ni aun memoria parece hay de ella, me dijo Jesús: "Reinaré en España, y con más veneración que en otras muchas partes".

Desde entonces se intensificó su labor de apostolado de esta devoción: ayudó a traer estampas de Roma y luego a imprimirlas; financió la impresión del libro Tesoro escondido en el Sacratísimo Corazón de Jesús (1734), que difundió por todo el mundo, llegando a publicarse ocho ediciones en diferentes ciudades en pocos años; y organizó con éxito la primera novena pública en España en honor del Corazón de Jesús, en la Capilla de la Congregación del hoy Santuario Nacional, en junio de 1735.

## Beatificación

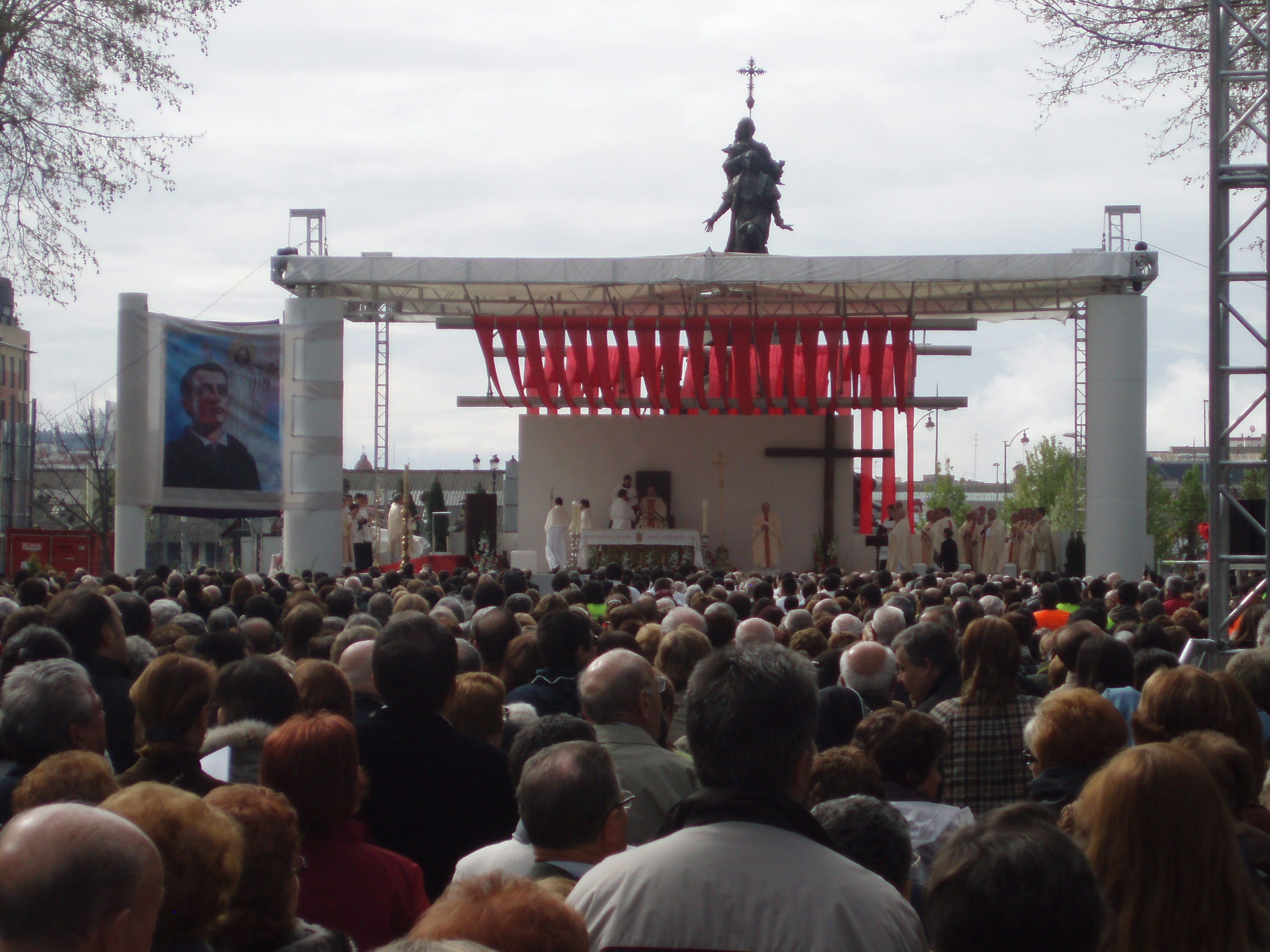
Un momento de la ceremonia de beatificación en Valladolid, con el monumento a Cristóbal Colón al fondo.

Pese a su reconocimiento en vida, las dificultades de los jesuitas de España, que llevaron a su expulsión en 1767, y la posterior falta de testigos e investigaciones contemporáneas retrasaron el inicio de su proceso hasta 1895. En 1899 terminó la fase diocesana y se remitió la documentación a la Santa Sede, pero allí sólo fue impulsada cuando en 1930 la Sagrada Congregación de Ritos creó una Sección Histórica para las causas carentes de testigos contemporáneos, que serían suplidos con investigación.
En 1961 fue aprobada la investigación histórica o positio, y el 12 de enero de 1996 el papa Juan Pablo II leyó el decreto que declaraba heroicas las virtudes del desde entonces venerable Padre Hoyos. Finalmente, en 2008, la Congregación para las Causas de los Santos reconoció como milagrosa y atribuible a su intercesión la curación total de la joven Mercedes Cabezas, desahuciada por los médicos a causa del tifus y un grave tumor, que tuvo lugar el 22 de abril de 1936 en San Cristóbal de la Cuesta (Salamanca).
Cumplidos así todos los requisitos, el 16 de enero de 2009 el papa Benedicto XVI firmó el decreto que reconocía el citado milagro y admitía la beatificación, que, siguiendo los procedimientos en vigor, se celebró en Valladolid, donde se promovió la causa, el 18 de abril de 2010, en el paseo Central del Campo Grande de Valladolid, y fue presidida por el cardenal Angelo Amato, Prefecto de la Congregación para las Causas de los Santos, como representante pontificio.

### Patrono de la Cofradía del Descendimiento de Valladolid
El 29 de diciembre de 2010, un decreto arzobispal le proclamaba patrono de la Cofradía del Descendimiento y Santísimo Cristo de la Buena Muerte de Valladolid. Fue enterrado en la iglesia de San Miguel y San Julián, sede de la misma, y profesa Culto a la Capilla de la Buena Muerte, lugar donde él oraba y encargó bordar un Sagrado Corazón que está instalado en la zona central de la capilla, al pie de la hornacina. Anualmente celebran una Eucaristía en su Honor.

## Himno al padre Hoyos
Fue compuesto por Manuel Lizárraga. Su texto hace referencia a sus visiones, a santos de la Compañía de Jesús y a otros santos relacionados con la devoción del Sagrado Corazón de Jesús.
¿Quién dio a la España la nueva alegre de los amores del Salvador?
¿Quién fue el primero que izó la enseña ensangrentada del Corazón?
Fue el Padre Hoyos, que, en San Ambrosio, del mismo Cristo la recibió.
Jesús le dice: "Soy de Bernardo", Bernardo dice: "Soy de Jesús"
mas sólo quiero que me regales, con las Espinas y con la Cruz,
pues por la herida me estás diciendo, que de este modo, me amaste tú.
Contra este exceso de amor al hombre todo el infierno vendrá a luchar,
"No temas, Hoyos, estoy contigo, la España a Cristo conquistarás".
Esto a Bernardo dijo el Arcángel del fuerte ejército celestial.
Son muchos suyos los serafines y a veces aman tanto a su Dios
que ni con ellos aunque quisieran Hoyos trocara su corazón;
mas no es extraño, si en él grabada tiene la imagen del Redentor.
Gonzaga y Kotska le acariciaban, que Hoyos otro Ángel como ellos es;
serles propicios en sus empresas le prometieron el gran Javier,
Ignacio y Sales y aquel apóstol que más amado de Cristo fue.
Teresa, Pazzi y Margarita miran en Hoyos al benjamín
de los amores del Dios del cielo, en este suelo quiso infundir;
y oye a Gertrudis que era llegado él ya predicho tiempo feliz.
Dase a María por vil esclavo; y, la que es Madre del mismo Dios,
por hijo amante también recibe, al hijo amado del Corazón;
y le promete las aguas vivas, darnos de aquella fuente de amor.
"Tu pecho abierto, a Jesús dice, ha medio siglo que ve el francés:
¿por qué mi patria, tu amada España, se halla privada de tanto bien?"
Con mayor gloria, Jesús responde: "En esta España yo reinaré".
El Padre, el Hijo y el Santo Espíritu sus complacencias tiene en ti;
y tú, en retorno de amor les pagas con los ardores de un serafín.
Prenda en mi pecho llama tan viva, para que pueda de amor morir.